# Club Car

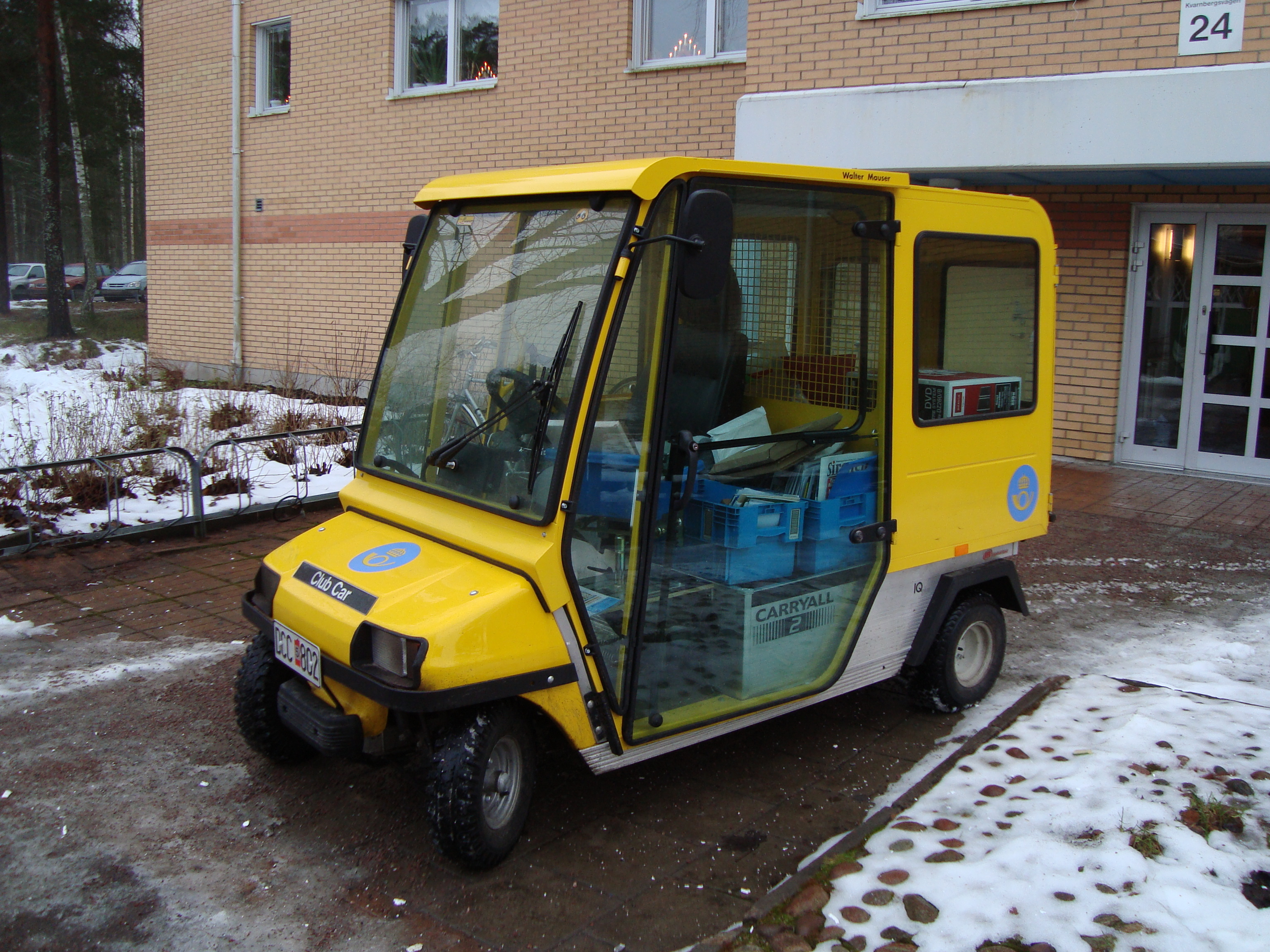
En eldriven Club Car Carryall.

Club Car är en amerikansk tillverkare av små eldrivna och bensindrivna fordon grundat 1958. Ursprungligen var företaget specialiserat på golfbilar men har idag flera olika fordon för olika ändamål. Bland annat använder PostNord Club Car-fordon för postutdelning.